# James DePreist
James Anderson DePreist, né le 21 novembre 1936 à Philadelphie et mort le 8 février 2013 à Scottsdale, est un chef d'orchestre américain.

## Biographie

### Jeunesse et formation
James DePreist est issu d'une famille de musiciens, sa mère Ethel était une chanteuse, et sa tante la contralto Marian Anderson qui secourt sa mère lorsque son père décède alors qu'il a 6 ans.  
Il travaille la composition avec Vincent Persichetti au Conservatoire de Philadelphie (1959-61) et est diplômé d'un Master of Arts de l'Université de Pennsylvanie.  

### Carrière professionnelle
Alors qu'il est en déplacement pour le service musical du département d'État des États-Unis, à Bangkok en 1962, il contracte la poliomyélite,  qui le paralyse aux deux jambes et l'oblige à utiliser une chaise roulante, mais il poursuit tout de même sa carrière musicale (Bangkok, 1963-64) et en 1964, il remporte la médaille d'or au Mitropoulos International Conducting Competition, un concours international pour chef d'orchestre. Pendant la saison 1964-65, Leonard Bernstein, alors qu'il était directeur musical de l'Orchestre philharmonique de New York, choisit DePreist comme assistant. 
En 1969, il commence sa carrière internationale avec l'Orchestre philharmonique de Rotterdam. En 1971, il est l'assistant de Antal Doráti à la tête de l'Orchestre national de Washington. De 1976 à 1983, il est à la tête de l'orchestre symphonique de Québec, succédant à Pierre Dervaux, puis de 1991 à 1994 l'orchestre symphonique de Malmö. Entre 1980 et 2003, il est directeur musical de l'Orchestre symphonique de l'Oregon (en) de Portland. Entre 1994 et 1998, il est aussi directeur musical de l'orchestre philharmonique de Monte-Carlo, , , qu'il emmène en tournée à travers les États-Unis. De 2005 à 2008 il est le directeur musical de l'Orchestre symphonique métropolitain de Tokyo.
En 2004, et jusqu'en 2011, il dirige le département direction d'orchestre de la Juilliard School de New York.
Il a enregistré une cinquantaine de disques, dont un cycle consacré à Chostakovitch avec l'orchestre philharmonique d’Helsinki. James DePreist est l'auteur de deux livres de poèmes.
James DePreist décède chez lui à Scottsdale, des suites d'une crise cardiaque. Ses archives sont déposées à la bibliothèque de l'université de Pennsylvanie.

## Honneurs et distinctions
- 2003 : Prix d'excellence des Arts et de la Culture dans la catégorie Prix de La Fondation de l’Opéra de Québec